# Manoir du Grenier à sel
Le manoir du Grenier à sel est un édifice situé à Touques dans le département du Calvados et la région Normandie.

## Localisation
Le manoir est situé à Touques, rue Louvel-et-Brière, cour de l'Ancienne-Mairie.

## Historique
L'édifice date du XVIe et du XVIIe.
Cinquante-deux salines existent à Touques au XIIIe siècle et le bâtiment est construit pour abriter l'administration de la gabelle sachant que Touques fait alors partie des rares pays de quart bouillon. Cette taxe est abolie à la Révolution et le manoir devient la première mairie.
L'édifice a été racheté par la ville en 2001.

## Architecture
L'édifice est inscrit au titre des monuments historiques le 1er décembre 1969 en particulier les éléments suivants : façades et toitures ; grande cheminée de la salle du rez-de-chaussée. 